# Fabian Lustenberger
Fabian Lustenberger (Nebikon, 2 de maig de 1988) és un futbolista suís que actualment juga pel Hertha BSC de la Bundesliga.